# العلاقات الدومينيكانية اللبنانية
العلاقات الدومينيكانية اللبنانية هي العلاقات الثنائية التي تجمع بين جمهورية الدومينيكان ولبنان.

## مقارنة بين البلدين
هذه مقارنة عامة ومرجعية للدولتين:
| وجه المقارنة                                              | جمهورية الدومينيكان | لبنان                                                                |
| --------------------------------------------------------- | ------------------- | -------------------------------------------------------------------- |
| المساحة (كم2)                                             | 48.67 ألف           | 10.45 ألف                                                            |
| عدد السكان (نسمة)                                         | 10.40 مليون         | 6.10 مليون                                                           |
| الكثافة السكانية (ن./كم²)                                 | 213.68              | 583.73                                                               |
| العاصمة                                                   | سانتو دومينغو       | بيروت                                                                |
| اللغة الرسمية                                             | اللغة الإسبانية     | اللغة العربية، لغة فرنسية                                            |
| العملة                                                    | بيزو دومنيكاني      | ليرة لبنانية                                                         |
| الناتج المحلي الإجمالي (بليون دولار)                      | 75.93 مليار         | 51.84 مليار                                                          |
| الناتج المحلي الإجمالي (تعادل القوة الشرائية) بليون دولار | 149.89 مليار        | 81.54 مليار                                                          |
| الناتج المحلي الإجمالي الاسمي للفرد دولار أمريكي          | 6.47 ألف            | 8.05 ألف                                                             |
| الناتج المحلي الإجمالي للفرد دولار أمريكي                 | 13.26 ألف           | 17.46 ألف                                                            |
| مؤشر التنمية البشرية                                      | 0.715               | 0.769                                                                |
| رمز المكالمات الدولي                                      | +1809، +1829، +1849 | +961                                                                 |
| رمز الإنترنت                                              | .do                 | .lb                                                                  |
| المنطقة الزمنية                                           | 00                  | ت ع م+02:00، ت ع م+03:00، توقيت شرق أوروبا، توقيت شرق أوروبا الصيفي ‏ |

## منظمات دولية مشتركة
يشترك البلدان في عضوية مجموعة من المنظمات الدولية، منها:
| علم المنظمة | اسم المنظمة                        | تاريخ انضمام جمهورية الدومينيكان | تاريخ انضمام لبنان |
| ----------- | ---------------------------------- | -------------------------------- | ------------------ |
|             | الاتحاد البريدي العالمي            | ?                                | ?                  |
|             | يونسكو                             | 4 نوفمبر 1946                    | 4 نوفمبر 1946      |
|             | البنك الدولي للإنشاء والتعمير      | 18 سبتمبر 1961                   | 14 أبريل 1947      |
|             | وكالة ضمان الاستثمار متعدد الأطراف | 7 مارس 1997                      | 19 أكتوبر 1994     |
|             | منظمة الشرطة الجنائية الدولية      | ?                                | ?                  |
|             | مؤسسة التمويل الدولية              | 31 أكتوبر 1961                   | 28 ديسمبر 1956     |
|             | الأمم المتحدة                      | 24 أكتوبر 1945                   | 24 أكتوبر 1945     |
|             | مؤسسة التنمية الدولية              | 16 نوفمبر 1962                   | 10 أبريل 1962      |
|             | منظمة حظر الأسلحة الكيميائية       | ?                                | ?                  |

## أعلام
هذه قائمة لبعض الشخصيات التي تربطها علاقات بالبلدين:
- أميليا فيغا (7 نوفمبر 1984 – )
- قائمة اللبنانيين في الكاريبي (قائمة ويكيميديا)